# 小島節子
小島節子（こじませつこ、9月1日）は日本の女優、シンガー、ボイストレーナー。神奈川県横浜市出身。武蔵野音楽大学附属高等学校音楽科、武蔵野音楽大学音楽学部声楽学科卒業。（旧名：Setsuko）

## 来歴
幼少期はNHK東京放送児童劇団に在籍し、舞台、テレビ、ラジオなどで活動。日本伝統芸能においては幼少期に長唄を人間国宝の杵屋佐登代に師事。
大学卒業後は、東京ニューシティ管弦楽団との共演や、サントリーホール、東京オペラシティー等、都内主要ホールのコンサートに出演する他、六本木STB139スイートベイジルや、JZブラットサウンドオブトウキョウ等のJAZZライブハウスを、ライブ毎に満席にする。また、海外からのオファーも多く、ニューヨーク、香港、パリ、その他様々な国で開催されたコンサートやライブに出演。
尚美ミュージックカレッジにてヴォーカル科・ミュージカル科・声優科の講師を務める傍ら、自身が経営するレッスンスタジオ、S&S Entertainment Studioを設立。
2016年3月、多くの学生や講師陣に惜しまれつつも尚美ミュージックカレッジを退職。それまでもライブやコンサート活動と共に舞台出演も重ねてきたが、ここから本格的に女優に転身する。

## トレーナーとして
ボイストレーナーとして3000人以上の“声”に関わり、劇団四季や宝塚歌劇団への合格者、『レ・ミゼラブル』『シカゴ』『ライオンキング』『アニー』『ロミオとジュリエット』『ウエストサイドストーリー』『キャッツ』『ジーザス・クライスト・スーパースター』『オペラ座の怪人』『リトル・マーメイド』『王家の紋章』等、ミュージカル作品へのキャストを数多く卒輩する。
他、劇団四季や東宝ミュージカル等で活躍する俳優や、宝塚歌劇団所属俳優への指導も行なっている。
水夏希、貴城けいなど元宝塚歌劇団トップスターや、島本須美、一城みゆ希、田原アルノなど大御所声優からの信頼も厚い。
劇団☆新感線や、スーパーエキセントリックシアター、ミュージカル座などに出演する舞台俳優や、声優へのトレーニングも手掛けており、演劇・ミュージカル作品や朗読劇舞台等の歌唱指導にも多数携わる。
音楽ジャンル、スタイルに関して豊富な知識と経験を持ち、呼吸、発声の指導に定評がある。
音楽以外にも表現におけるほぼすべてのジャンルに精通しており、真の表現者の育成を目指し、渋谷にエンターテインメントスクール『S&S Entertainment Studio』を設立。現在は同スタジオのアドバイザーとして監修を務め、表現者に向けてのヴォイストレーニングやアクティングレッスンを行う。
現在自身がトレーニングを担当しているのは主にプロの表現者だが、自身のスタジオで行う俳優や声優志望の生徒に向けたワークショップでは講師として立つこともある。
Def Dance Skool(韓国)やD Dance School(タイ)等、海外のダンススタジオから招かれレッスンを行うなど、表現力向上のスキルは海外でも評価されている。
声のクリニック 赤坂こまざわ耳鼻咽喉科 駒澤大吾 医師から『Singing Voice Specialist』と認定されるトレーナーである。

## 女優として
大学卒業後から、シンガーや声楽家としての活動が主であり、女優としては2000年代に数回行う程度であったが、2014年より女優業再開。近年では、自身が企画・主演を務めた舞台、『ピアフ～私は何も後悔しない～』（作：森本ジュンジ）をきっかけに、ブラット・ピットやハル・ベリー、ビヨンセといったハリウッド俳優の演技コーチであるイヴァナ・チャバックに出会い、ハリウッドで本人より直接指導を受け、称賛をうける。
先述の舞台は、小林七緒（流山児★事務所）演出のもと2017年12月東京芸術劇場にシアターウエストにて上演され、代表作となる。
以降、数々の舞台作品に次々と出演。作品や役への取り組みの深さと確かな表現力は、多くの演出家からも信頼を寄せられている。
2021年4月6日より、芸名を本名の 小島節子 に改め、更に幅広く表現者として活動を広げていくことを表明。

## 主な出演

### 舞台
- NHKシアターカンパニーミュージカル多数出演[要出典]
- ヤングジャパンシアターミュージカル多数出演[要出典]
- ミュージカル『WILL』（2001年）タカコ役
- 一人オペラ『女優 M』（2002年）主演マリリンモンロー役
- ミュージカル『Big Apple』（2004年）
- 『爾汝の社—福来—』（2014年9月 演出：榊原利彦／製作：THE REDFACE）幽霊トンビ役
- 『呑象』（2015年2月 演出：榊原利彦／製作：THE REDFACE）高島くら役
- 『呑象』（2015年3月 演出：榊原利彦／製作：THE REDFACE）高島くら役
- 『爾汝の社—千客万来—』（2015年11月 演出：榊原利彦／製作：THE REDFACE×S&S Entertainment Studio）幽霊トンビ役
- 『ピアフ～私は何も後悔しない～』（2016年12月 演出：小林七緒／製作：S&S Entertainment Studio）主演ピアフ役
- 『ホス探へようこそ ザ・サード』（2017年7月 演出：天野まり／製作：劇団 M.M.C）マダム・ヨーコ／シンガー・エリ 2 役
- 『ラブストーリーは、誰のもの』（2017年7月 演出：鈴木ひがし／製作：S&S Entertainment Studio）
- 『刺すペンっす！』（2017年9月 演出：島根さだよし／製作：しまぁ～ん共和国）万場役
- 『最後の1フィート』（2018年3月 演出：松本陽一／製作：犀の穴プロデュース）砂田瑞穂役
- 『HYSTERIC FELLOWS～いかれた奴らが、世界を廻す！～』（2018年5月 演出：越川大介／製作：D.K HOLLYWOOD）ビリー役
- 『鬼だけ殺っしアムッ！』（2018年9月 演出：島根さだよし／製作：しまぁ～ん共和国）
- 『母という名の怪物と、朽ちた筈の愛』（2019年1月 演出：深井邦彦／製作：HIGHcolors）日影美冬役
- 『ICE CREAM GOOD BYE ー完結編ー』（2019年4月 演出：IZAMAX／製作：ベニバラ兎団）メリー役
- 『叫べ！生きる、黒い肌で』（2019年5月 演出：アサノ倭雅、岩崎高広／製作：アブラクサス）シバーナ役
- 『オトナ・イン・デッドリースクール』（2019年10月 演出：松本陽一／製作：アリスインプロジェクト）青池和磨役
- 『なまくら刀と瓦版屋の娘』（2019年11月 演出：松本陽一／製作：劇団6番シード）お末役
- 『或る、かぎり』（2019年11月 演出：深井邦彦／製作：HIGHcolors）
- 『KAIRO-カイロ-』（2020年2月 演出：松本陽一／製作：BE WOOD LIVE 合同会社）
- 『素晴らしき日常への応援劇～朗読と一人芝居～』（2020年7〜9月 演出：深井邦彦／製作：studio RE:UNION）
- 『生き辛さを抱える全ての人達へ』（2020年11月 演出：深井邦彦／製作：HIGHcolors）
- 『私のラブストーリー ～今、聞きたい恋物語～』（2021年2月 演出：深井邦彦／製作：ファーストピック）
- 『ワタシタチのキョリ』（2021年5月 演出：深井邦彦／製作：ワタシタチのキョリ実行委員会）
- 『楽屋-流れ去るものはやがてなつかしき-』（2023年11月 演出：小西優司／製作：Lilas）[1]
- 『戯曲推理小説〜ローズマリーの赤ん坊のように〜』（2024年 演出：小西優司／製作：Compagnie de théâtre Lilas）[2]

### 映画
- 『最悪』（2018年 監督：島根さだよし）
- 『i AM HERE』（2020年 プロデュース：本仮屋雅美）

### 舞台プロデュース
- 2016年1月　舞台『御伽童子』作：森本ジュンジ／演出：杉本凌士（劇団男魂）
- 2016年10月　舞台『見よ、飛行機の高く飛べるを』作：永井愛／演出：石井信之（ミノタケプラン）
- 2017年5月　Rainbow Jam公演『僕の東京日記』作：永井愛／演出：直井おさむ（直井企画）
- 2021年10月　劇団 Rainbow Jam 第一回公演『8人の女たち』作：ロベール・トマ／演出：深井邦彦
- 2022年10月　劇団 Rainbow Jam 第二回公演『楽屋-流れ去るものはやがてなつかしき-』作：岸田國士／演出：大西一郎
- 2023年10月　劇団 Rainbow Jam 第三回公演『ストレンジャー よそ者』作・演出：上條恒

### LIVE・コンサート
- 2002年 Setsuko Solo Live @JZ Brat Sound of Tokyo
- 2005年 Setsuko MUSICAL SHOW LIVE @Sweet Basil
- 2007年12 月 25th Anniversary Year End Concert Open Gala Concert（カナダ・バンクーバー）
- 2013年11 月 SARAVAH東京 Setsuko solo Live
- 2014年1 月 Setsuko Charity Live @表参道ヒルズ
- 2014年3 月 東北支援カラフルイベント『NOW!!』ゲスト出演
- 2014年3 月 Setsuko Charity Live @仙台 FORUS
- 2014年7 月 Setsuko Concert～夏を彩る愛のメッセージ～ @紀尾井町サロンホール
- 2015年4 月 S&S Entertainment Studio主催『LIVE 春vol.1』@六本木CLAPS ゲスト出演
- 2015年7 月 Setsuko Solo Live @MOTION BLUE YOKOHAMA
- 2016年3 月 Setsuko soul healing live 〜震災から5年、そして未来へ〜
- 2016年5 月 Setsuko Charity Live @吉祥寺アトレ（吉祥寺音楽祭）
- 2016年7 月 Setsuko SUMMER LIVE @レストランバーCAY
- 2016年10 月 S&S Entertainment Studio主催『Selected Singers’ Live』@六本木CLAPS ゲスト出演
- 2017年3 月 Setsuko Solo Live @六本木 CLAPS
- 2017年12月 S&S Entertainment Studio主催 Live Show Musical『MY REASON TO LIVE』構成・脚本・演出・出演 ＠原宿ATRO HALL
- 2019年6月 Setsuko Solo Live @中目黒 楽屋
- 2021年2月 Setsuko Solo Live @南青山MANDALA
- 2022年2月 小島節子 Solo Live @JZ-Brat Sound of Tokyo

### テレビ
- NHK『おたふく物語』おせん役
- NHK『みんななかよし』みどり役

### ラジオ
- NHKラジオドラマ多数出演[要出典]
- 2013年 NHKラジオ仙台ラジオ「ゴジだっちゃ！」
- 2016年12 月 ニッポン放送『松本秀夫と渡辺一宏 今夜もオトパラ！』ゲスト出演（舞台『ピアフ～私は何も後悔しない～』宣伝）
- 2016年11 月～12月 Inter FM『Piaf Loving』レギュラーパーソナリティー
- 2017年7月 文化放送『大竹まこと ゴールデンラジオ』ゲスト出演（朗読LIVE『ラブストーリーは、誰のもの』宣伝）

### 雑誌・書籍・新聞
- 2007年 読売新聞・金融経済新聞掲載（S&S Entertainment Studio主宰として）
- 2008年 絵本付き CD「幸せのパレット」絵本文章
- 2014年 光文社「HERS 5 月号」掲載（「媚びないインテリア」特集／女優・シンガー・ボイストレーナーとして）
- 2016年 ヨミウリ・オンライン掲載（舞台『ピアフ～私は何も後悔しない～』宣伝）
- 2017年 東京スポーツ新聞掲載
- 2017年 日刊スポーツ新聞掲載